# Pieszczera Skwoznaja (Adygeja)
Pieszczera Skwoznaja (ros. Пещера Сквозная, dosł. przelotowa) – jaskinia położona w Adygei w dolinie strumienia Rufabgo, 400 m od wodospadu „Szum”. Jest to duża grota w skalnej ścianie, w tylnej części której w stropie znajduje się jeszcze jedno wejście (studnia) z górnej części skały. Stromo nachylona podłoga utworzona jest ze zsypiska z dużych kamieni. Cieków wodnych w jaskini nie ma. Między rumoszem są niewielkie, nie ujęte na mapach przejścia.
Szlak do jaskini zaczyna się od wodospadu Szum, idzie do góry stromym podejściem 300 m, dochodzi do urwiska, skręca w lewo i jeszcze 100 m wzdłuż urwiska.